# Daperria
Daperria is een geslacht van rechtvleugeligen uit de familie veldsprinkhanen (Acrididae). De wetenschappelijke naam van dit geslacht is voor het eerst geldig gepubliceerd in 1921 door Sjöstedt.

## Soorten
Het geslacht Daperria omvat de volgende soorten:
- Daperria accola Rehn, 1957
- Daperria bermioides Sjöstedt, 1921